# Auckland (província)
A Província de Auckland, ou, na sua forma portuguesa, de Auclanda, foi uma  Província da Nova Zelândia de 1853 até a abolição do governo provincial em 1876.

## Área
A província abrangia cerca de metade do Ilha do Norte da Nova Zelândia.

## Feriado
A lei da Nova Zelândia oferece um feriado para cada província. O feriado de Auckland ocorre geralmente no final de janeiro e ainda é observado em toda a zona histórica da província.

## Superintendentes
- 1853: Robert Henry Wynyard
- 1855: William Brown
- 1855: John Logan Campbell
- 1856: John Williamson (primeira vez)
- 1862: Robert Graham
- 1865: Frederick Whitaker
- 1867: John Williamson (segunda vez)
- 1869: Thomas Bannatyne Gillies
- 1873: John Williamson (terceira vez)
- 1875: George Maurice O'Rorke
- 1875: Sir George Grey

## Legislação
- Public Buildings Act 1875